# Barłożnia Wolsztyńska
Barłożnia Wolsztyńska este o arie protejată (sit de importanță comunitară — SCI) din Polonia întinsă pe o suprafață de 22,02 ha, integral pe uscat.

## Localizare
Centrul sitului Barłożnia Wolsztyńska este situat la coordonatele 52°10′39″N 16°07′50″E / 52.1775°N 16.1306°E.

## Înființare
Situl Barłożnia Wolsztyńska a fost declarat sit de importanță comunitară în august 2007 pentru a proteja 1 specie de animale.

## Biodiversitate
Situată în ecoregiunea continentală, aria protejată conține 1 habitat natural: Mlaștini oligotrofe degradate, capabile încă de regenerare naturală.
La baza desemnării sitului se află o specie protejată de  pești: Rhynchocypris percnurus.